# Noge

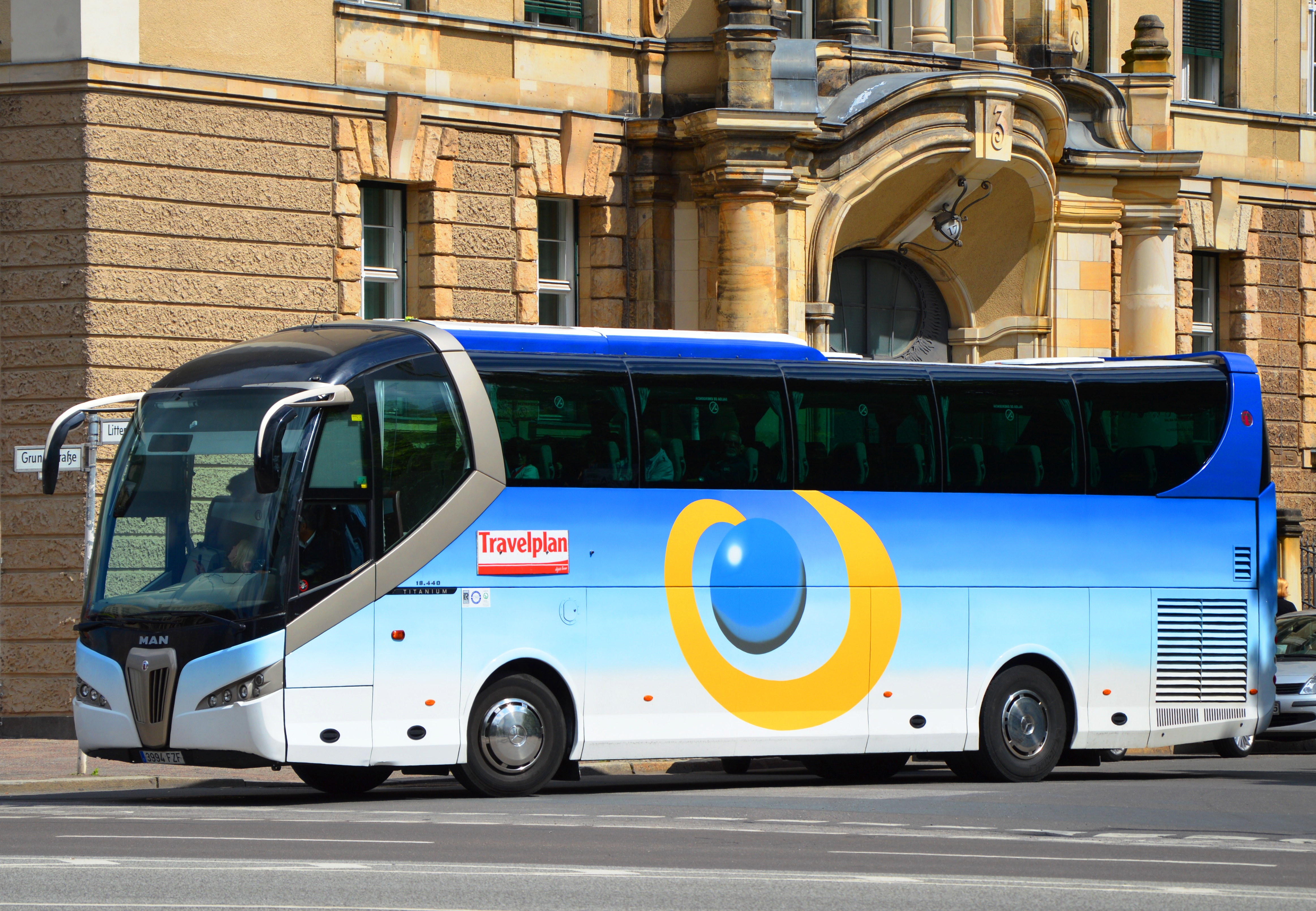
Noge Titanium 在柏林

Noge S.L.為歐洲巴士車身生產商，於1964年在西班牙成立。至今未有正式中文譯名。其產品主要作內銷及出口到鄰國，甚至遠至亞洲。Noge是繼Beulas、Ayats和Indcar之後第四間以西班牙小鎮阿爾武希耶斯為基地的巴士車身生產商。

## 簡史
於1964年由Ayats的前員工米克爾·普格（Miquel Genabat Puig）所創立，公司現有職員250名，年產汽車達600輛。

## 產品

### 現有
- Titanium
- Touring III

## 連結
- Noge S.L.（页面存档备份，存于）